# No tengas miedo: La vida de Juan Pablo II
No tengas miedo: la vida de Juan Pablo II es una película biográfica de Estados Unidos rodada en 2005 sobre el papa Juan Pablo II.

## Trasfondo
La película muestra la vida de san Juan Pablo II, centrándose en su devoción hacia su fe.
La producción del filme se llevó a cabo en Lituania, y parte de ella en Roma. Dado que Benedicto XVI ya había autorizado a la CBS la realización de un filme sobre la vida de Juan Pablo II, las escenas que tienen lugar en la Ciudad del Vaticano están rodadas en un decorado.

## Reparto
- Thomas Kretschmann (Juan Pablo II)
- Bruno Ganz (Cardenal Wyszyński)
- Sebastian Knapp (Mehmet Ali Ağca)
- Jasper Harris (Wojytla a los 10 años de edad)
- Survila Ignas (Wojytla a los 12 años de edad)
- Ignatavicius Paulius (Edmund Wojtyła)
- Petar Goranov (El padre de Karol)
- Salauskaite Inga (Emilia Wojtyła)
- Michael Klesic (Stanislaw Starowieyski)
- Richard Rees (Wojciech Jaruzelski)
- Charles Kay (Pablo VI)
- John Albasiny (Cardenal Dziwisz)
- Roland Oliver (Adam Stefan Sapieha)
- Joaquim de Almeida (Arzobispo Óscar Romero)
- Sabrina Javor (Ginka)